# 5841 Stone
Az 5841 Stone (ideiglenes jelöléssel 1982 ST) egy kisbolygó a Naprendszerben. Eleanor F. Helin fedezte fel 1982. szeptember 19-én.